# Лунда Сул
Лунда Сул (на португалски: Lunda Sul) е провинция в североизточна Ангола. Площта ѝ е 77 637 квадратни километра, а населението приблизително 125 000 души. Град Сауримо е столица на Лунда Сул и е разположен на над 800 километра източно от столицата на Ангола Луанда. Провинцията е богата на диаманти.